# 杨金永
杨金永（？—），男，中华人民共和国政治人物，曾任中共中央直属机关工作委员会副书记，第十二届全国政协委员。